# Achyranthes talbotii
Achyranthes talbotii là một loài thực vật thuộc họ Amaranthaceae. Nó được tìm thấy ở Cameroon và Nigeria. Môi trường sống tự nhiên của nó là các khu rừng đất thấp ẩm nhiệt đới hoặc cận nhiệt đới và sông. Nó bị đe dọa do mất môi trường sống.